# Saut à la perche féminin aux championnats du monde d'athlétisme 2009
Navigation
Osaka 2007 Daegu 2011
L'épreuve de saut à la perche féminin des championnats du monde de 2009 a lieu les 15 et 17 août 2009 dans le Stade olympique de Berlin, remportée par la Polonaise Anna Rogowska,  devant sa compatriote Monika Pyrek (déjà 2e en 2005 et 3e en 2001) ex æquo avec l'Américaine Chelsea Johnson. La Russe double tenante du titre Yelena Isinbayeva n'arrive cette fois qu'avant-dernière ou non mesurée.

## Médaillées(photo)
| Or            | Argent                       |
| Anna Rogowska | Chelsea Johnson Monika Pyrek |

### Engagées
Pour participer, il faut avoir réalisé au moins 4,45 m (minimum A) ou 4,35 m (minimum B) du 1er janvier 2008 au 3 août 2009.
Pour se qualifier pour la finale, il faut franchir 4,60 m ou faire partie des 12 meilleures.

Un premier groupe, le samedi 15 à 19 h, comprend :
1. Fabiana Murer  Brésil 4,82 m cette année-là
2. Romana Malácová  Tchéquie 4,35 m
3. Stacy Dragila  États-Unis 4,61 m (4,83 m comme PB)
4. Nicole Büchler  Suisse 4,50 m
5. Anna Battke  Allemagne 4,68 m
6. Joanna Piwowarska  Pologne 4,51 m (4,53 m comme PB)
7. Anna Giordano Bruno  Italie 4,60 m
8. Tatyana Polnova  Russie 4,56 m (4,78 m)
9. Télie Mathiot  France 4,35 m
10. Yuliya Golubchikova  Russie 4,75 m
11. Kate Dennison  Royaume-Uni 4,58 m
12. Mariánna Zaharíadi  Chypre 4,45 m
13. Gao Shuying  Chine 4,40 m (4,64 m)
14. Sandra-Helena Tavares  Portugal 4,35 m
15. Anna Rogowska  Pologne 4,80 m (4,83 m).

Un second groupe comprend :
1. Roslinda Samsu  Malaisie 4,35 m (4,40 m)
2. Naroa Agirre  Espagne 4,36 m (4,56 m)
3. Monika Pyrek  Pologne 4,78 m (4,82 m)
4. Kelsie Hendry  Canada 4,45 m (4,55 m)
5. Lim Eun-ji  Corée du Sud 4,35 m
6. Kristina Gadschiew  Allemagne 4,58 m
7. Silke Spiegelburg  Allemagne 4,75 m
8. Nikoléta Kiriakopoúlou  Grèce 4,50 m
9. Minna Nikkanen  Finlande 4,46 m
10. Chelsea Johnson  États-Unis 4,60 m (4,73 m)
11. Jillian Schwartz  États-Unis 4,55 m (4,72 m)
12. Jiřina Ptácniková  Tchéquie 4,55 m
13. Aleksandra Kiryashova  Russie 4,65 m
14. Elena Isinbaeva  Russie 5,00 m (5,05 m)
15. Li Ling  Chine 4,30 m (4,45 m)
16. Takayo Kondo  Japon 4,35 m.

## Résultats

### Qualifications
| Rang | Athlète               | Pays        | Hauteur     | Par hauteur | Par hauteur | Par hauteur | Par hauteur | Par hauteur |
|      |                       |             | 4,10m       | 4,25m       | 4,40m       | 4,50m       | 4,55m       |             |
| ---- | --------------------- | ----------- | ----------- | ----------- | ----------- | ----------- | ----------- | ----------- |
| 1    | Fabiana Murer         | Brésil      | 4,55 m (q)  | -           | -           | o           | o           | o           |
| 1    | Anna Rogowska         | Pologne     | 4,55 m (q)  | -           | -           | o           | -           | o           |
| 1    | Yuliya Golubchikova   | Russie      | 4,55 m (q)  | -           | -           | o           | -           | o           |
| 4    | Kate Dennison         | Royaume-Uni | 4,55 m (q)  | o           | o           | o           | xo          | o           |
| 4    | Anna Battke           | Allemagne   | 4,55 m (q)  | -           | o           | o           | xo          | o           |
| 6    | Tatyana Polnova       | Russie      | 4,55 m (q)  | o           | xo          | xo          | xo          | o           |
| 7    | Anna Giordano Bruno   | Italie      | 4,50 m      | o           | xo          | xo          | o           | xxx         |
| 8    | Nicole Büchler        | Suisse      | 4,50 m (NR) | o           | o           | o           | xo          | xxx         |
| 9    | Joanna Piwowarska     | Pologne     | 4,25 m      | o           | o           | xxx         |             |             |
| 9    | Stacy Dragila         | États-Unis  | 4,25 m      | -           | o           | xxx         |             |             |
| 11   | Mariánna Zaharíadi    | Chypre      | 4,25 m      | xo          | xo          | xxx         |             |             |
| 12   | Sandra-Helena Tavares | Portugal    | 4,25 m      | xo          | xxo         | xxx         |             |             |
| 13   | Télie Mathiot         | France      | 4,10 m      | o           | xxx         |             |             |             |
| 14   | Romana Malácová       | Tchéquie    | 4,10 m      | xo          | xxx         |             |             |             |
|      | Gao Shuying           | Chine       | NM          | -           | xxx         |             |             |             |

| Rang | Athlète                | Pays         | Hauteur     | Par hauteur | Par hauteur | Par hauteur | Par hauteur | Par hauteur |
|      |                        |              | 4,10m       | 4,25m       | 4,40m       | 4,50m       | 4,55m       |             |
| ---- | ---------------------- | ------------ | ----------- | ----------- | ----------- | ----------- | ----------- | ----------- |
| 1    | Silke Spiegelburg      | Allemagne    | 4,55 m (q)  | -           | -           | o           | o           | o           |
| 1    | Elena Isinbaeva        | Russie       | 4,55 m (q)  | -           | -           | -           | -           | o           |
| 3    | Chelsea Johnson        | États-Unis   | 4,55 m (q)  | -           | xxo         | o           | o           | o           |
| 4    | Monika Pyrek           | Pologne      | 4,55 m (q)  | -           | -           | o           | xo          | xo          |
| 5    | Aleksandra Kiryashova  | Russie       | 4,55 m (q)  | -           | o           | o           | xo          | xxo         |
| 6    | Kristina Gadschiew     | Allemagne    | 4,50 m (q)  | -           | o           | o           | o           | xxx         |
| 7    | Jillian Schwartz       | États-Unis   | 4,50 m      | -           | o           | xo          | xo          | xxx         |
| 8    | Kelsie Hendry          | Canada       | 4,40 m      | -           | o           | o           | xxx         |             |
| 8    | Jiřina Ptácniková      | Tchéquie     | 4,40 m      | -           | o           | o           | xxx         |             |
| 10   | Li Ling                | Chine        | 4,40 m (SB) | o           | o           | xo          | xxx         |             |
| 11   | Nikoléta Kiriakopoúlou | Grèce        | 4,40 m      | o           | xo          | xo          | xxx         |             |
| 12   | Minna Nikkanen         | Finlande     | 4,40 m      | o           | o           | xxo         | xxx         |             |
| 13   | Naroa Agirre           | Espagne      | 4,40 m (SB) | o           | xo          | xxo         | xxx         |             |
| 14   | Roslinda Samsu         | Malaisie     | 4,25 m      | xo          | xo          | xxx         |             |             |
| 15   | Takayo Kondo           | Japon        | 4,10 m      | o           | xxx         |             |             |             |
| 16   | Lim Eun-ji             | Corée du Sud | 4,10 m      | xo          | xxx         |             |             |             |

### Finale
| Rang              | Athlète               | Pays        | Marque | Essais | Essais | Essais | Essais | Essais | Essais | Notes |
| Rang              | Athlète               | Pays        | Marque | 4,25m  | 4,40m  | 4,55m  | 4,65m  | 4,75m  | 4,80m  | Notes |
| ----------------- | --------------------- | ----------- | ------ | ------ | ------ | ------ | ------ | ------ | ------ | ----- |
| Médaille d'or     | Anna Rogowska         | Pologne     | 4,75 m | -      | o      | o      | xo     | o      | xxx    |       |
| Médaille d'argent | Monika Pyrek          | Pologne     | 4,65 m | -      | o      | o      | o      | xx-    | x      |       |
| Médaille d'argent | Chelsea Johnson       | États-Unis  | 4,65 m | -      | o      | o      | o      | xxx    |        | SB    |
| 4                 | Silke Spiegelburg     | Allemagne   | 4,65 m | -      | o      | xo     | xo     | xxx    |        |       |
| 5                 | Fabiana Murer         | Brésil      | 4,55 m | -      | o      | o      | xxx    |        |        |       |
| 6                 | Kate Dennison         | Royaume-Uni | 4,55 m | o      | o      | xo     | xxx    |        |        |       |
| 7                 | Anna Battke           | Allemagne   | 4,40 m | -      | o      | xxx    |        |        |        |       |
| 7                 | Tatyana Polnova       | Russie      | 4,40 m | o      | o      | xxx    |        |        |        |       |
| 9                 | Aleksandra Kiryashova | Russie      | 4,40 m | xo     | xo     | xxx    |        |        |        |       |
| 10                | Kristina Gadschiew    | Allemagne   | 4,40 m | o      | xxo    | xxx    |        |        |        |       |
| 11                | Yelena Isinbayeva     | Russie      | NM     | -      | -      | -      | -      | x-     | xx     |       |
| 12                | Yuliya Golubchikova   | Russie      | DNS    |        |        |        |        |        |        |       |

### Légende
Records et Performances
- AR : Record continental (area record)
- CR : Record des championnats (championship record)
- MR : Record du meeting (meet record)
- NR : Record national (national record)
- OR : Record olympique (olympic record)
- PR : Record paralympique (paralympic record)
- PB : Record personnel (personal best)
- SB : Meilleure performance personnelle de la saison (season's best)
- WL : Meilleure performance mondiale de l'année (world leader)
- WJR : Record du monde junior (world junior record)
- WR : Record du monde (world record)

Circonstances et Conditions
- DNF : N'a pas terminé (did not finish)
- DNS : N'a pas pris le départ (did not start)
- DQ : Disqualification (disqualification)
- NM : Aucun essai valable enregistré (No Mark)
- Q : Qualifié « directement » au prochain tour (ou à la prochaine compétition), lors d'une compétition majeure, grâce au classement ou à la réalisation des minima (automatic qualifier)
- q : Qualifié au prochain tour (ou à la prochaine compétition), lors d'une compétition majeure, grâce au repêchage ou à la réalisation de l'une des meilleures performances parmi celles des « non qualifiés directement » (grâce au meilleur temps ou à la meilleure distance par exemple) (secondary qualifier)